# Moa Hjelmer
Moa Elin Marianne Hjelmer, švedska atletinja, * 19. junij 1990, Stockholm, Švedska.
Nastopila je na olimpijskih igrah leta 2012, kjer je obstala v prvem krogu teka na 400 m. Na evropskih prvenstvih je osvojila naslov prvakinje v isti disciplini leta 2012, na evropskih dvoranskih prvenstvih pa bronasto medaljo leta 2013.